# 이스마일 압둘 라만
이스마일 압둘 라만(말레이어: Ismail Abdul Rahman)은 말레이시아의 정치인으로 말레이시아의 제2대 부총리로 재직했었다. 통일말레이국민조직(UMNO) 출신이며, 여러 장/차관급 공직을 맡다가 1970년 압둘 라자크 후세인 총리에 의해 부총리로 임명되었다. 1973년 중증 심장마비로 급사하여 말레이시아 역사상 처음이자 유일하게 재직 중 사망한 부총리로 기록되었다. 내무장관 시절인 1969년 인종 폭동인 5·13 사건 당시 문제를 성공적으로 해결해 "말레이시아를 구한 남자"라고 불리게 되었다.